# Дејвид Хантер
Дејвид Хантер (енгл. David Hunter; Трој, 21. јул 1802 — Вашингтон, 2. фебруар 1886) је био генерал Уније током Америчког грађанског рата. Постао је славан 1862. по неовлашћеном наређењу (одмах опозваном) које еманципује робове у три јужне државе, и као председник војне комисије која је судила завереницима умешаним у атентат на америчког председника Абрахама Линколна.